# Hans Ehrich

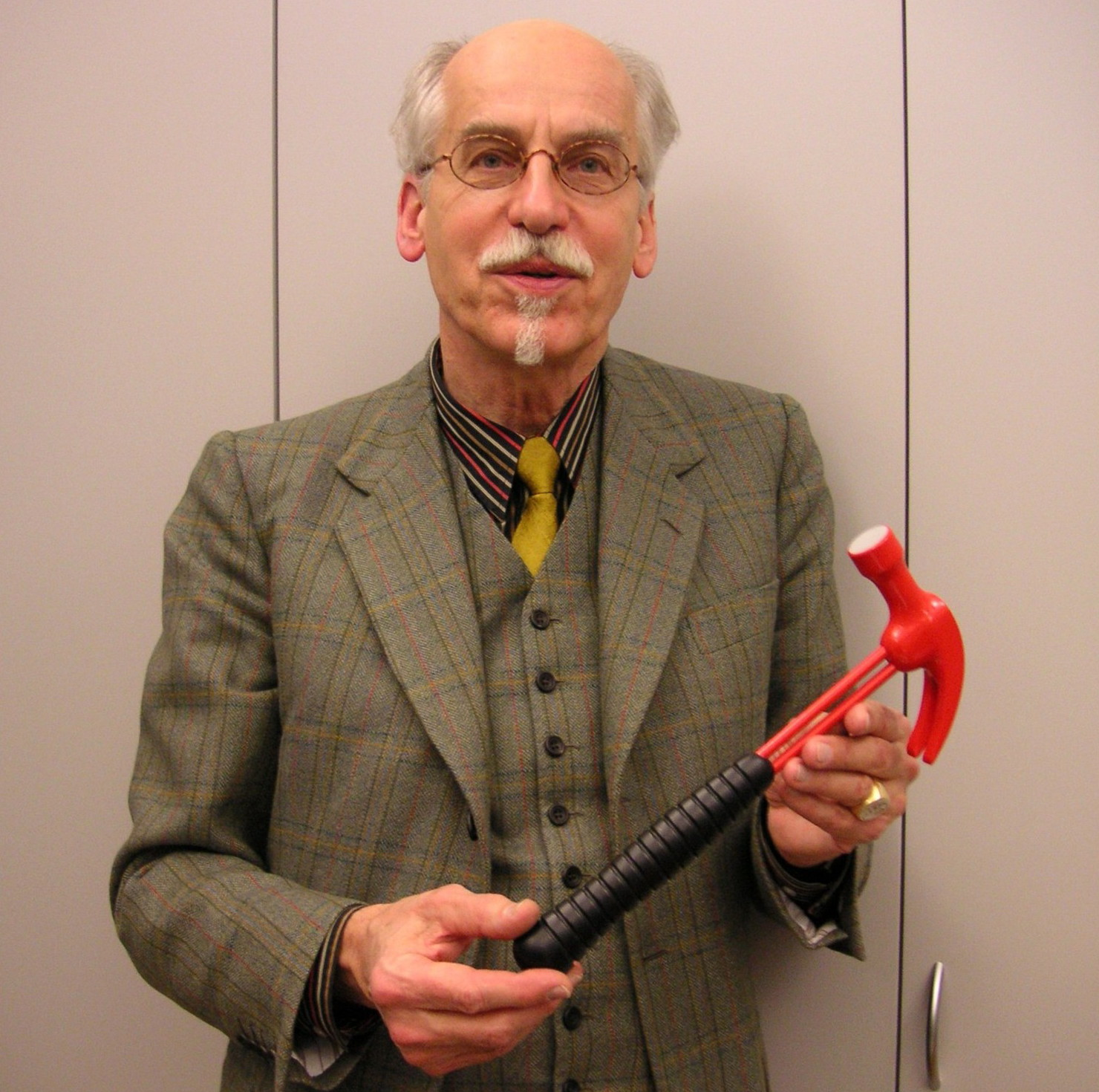
Hans Ehrich 2008.

Hans Otto Georg Ehrich, född 25 september 1942 på Brändö (nu Helsingfors), är en svensk formgivare. Tillsammans med Tom Ahlström startade han 1968 A&E Design, ett företag som Ehrich fortfarande (2022) leder. Mellan 1982 och 2002 var han VD för systerbolaget Interdesign i Stockholm.
Internationellt betraktas han som en av Sveriges främsta industridesigner och "grand seigneur" inom svensk produktdesign. Ehrich är bosatt i Stockholm och Berlin.

## Uppväxt och utbildning

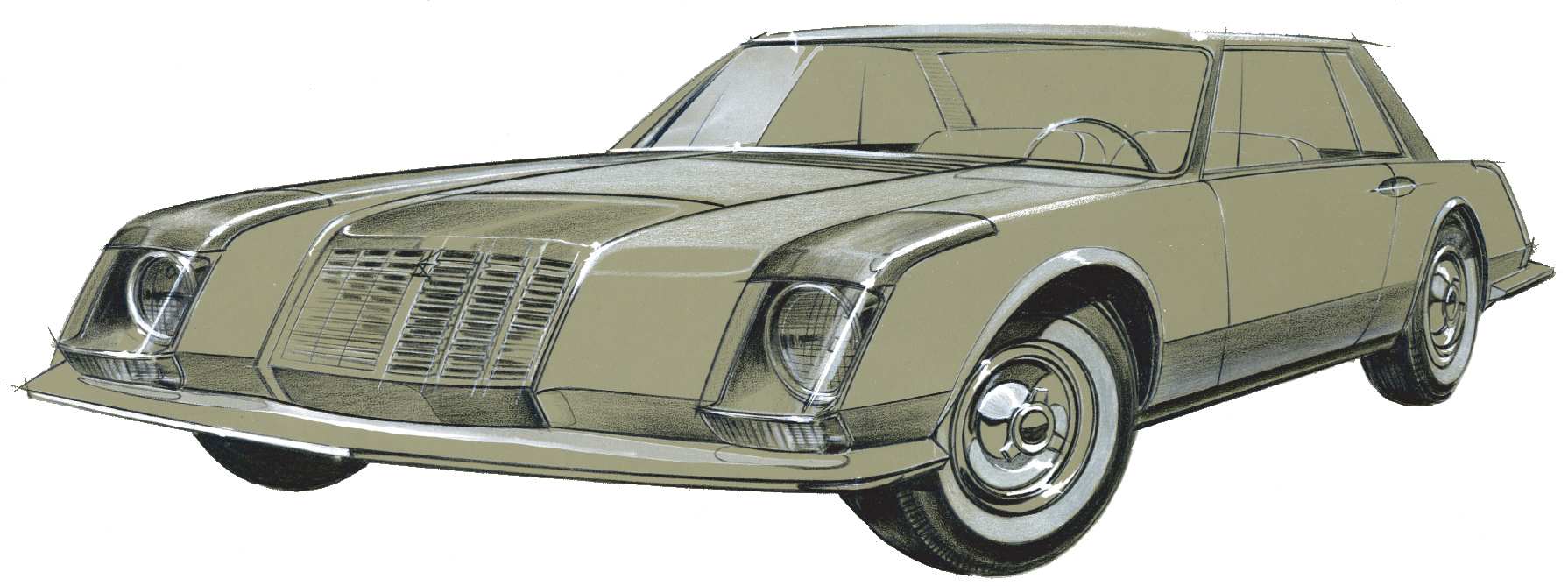
Sportkupé, studie av Ehrich, 1965.

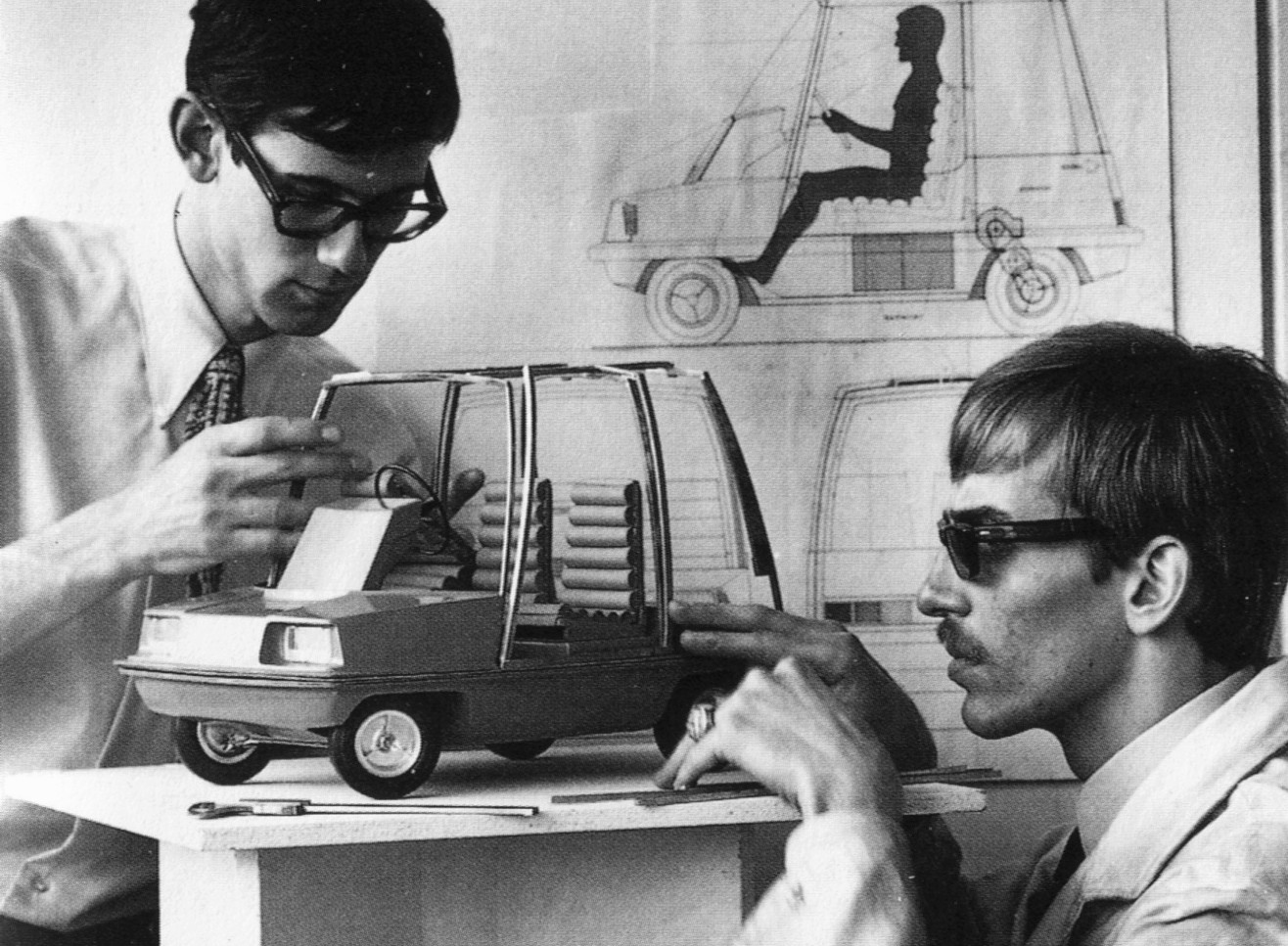
Ehrich (höger) och elbilen "Optima" 1967.

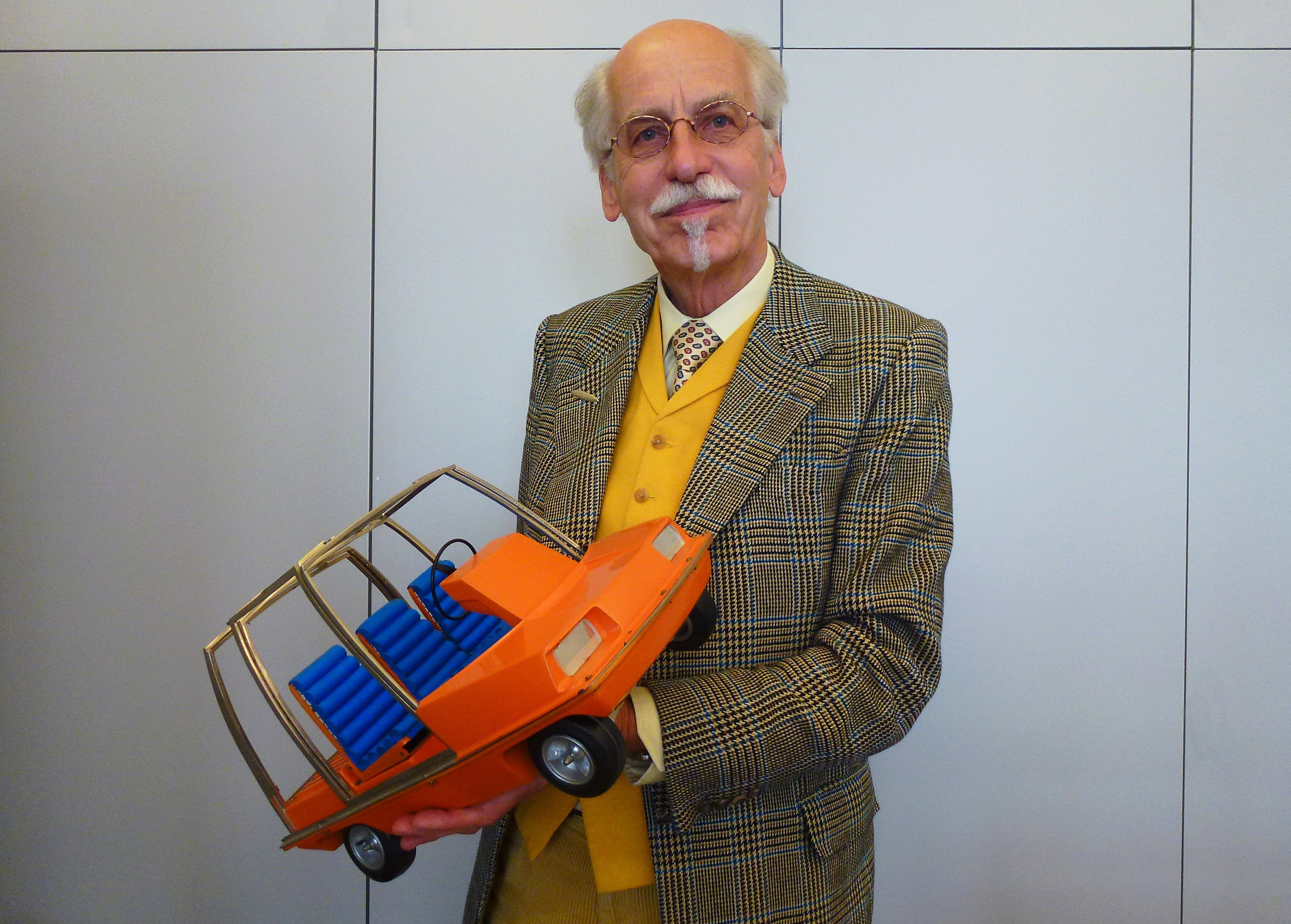
Ehrich med elbilen "Optima" 2015.

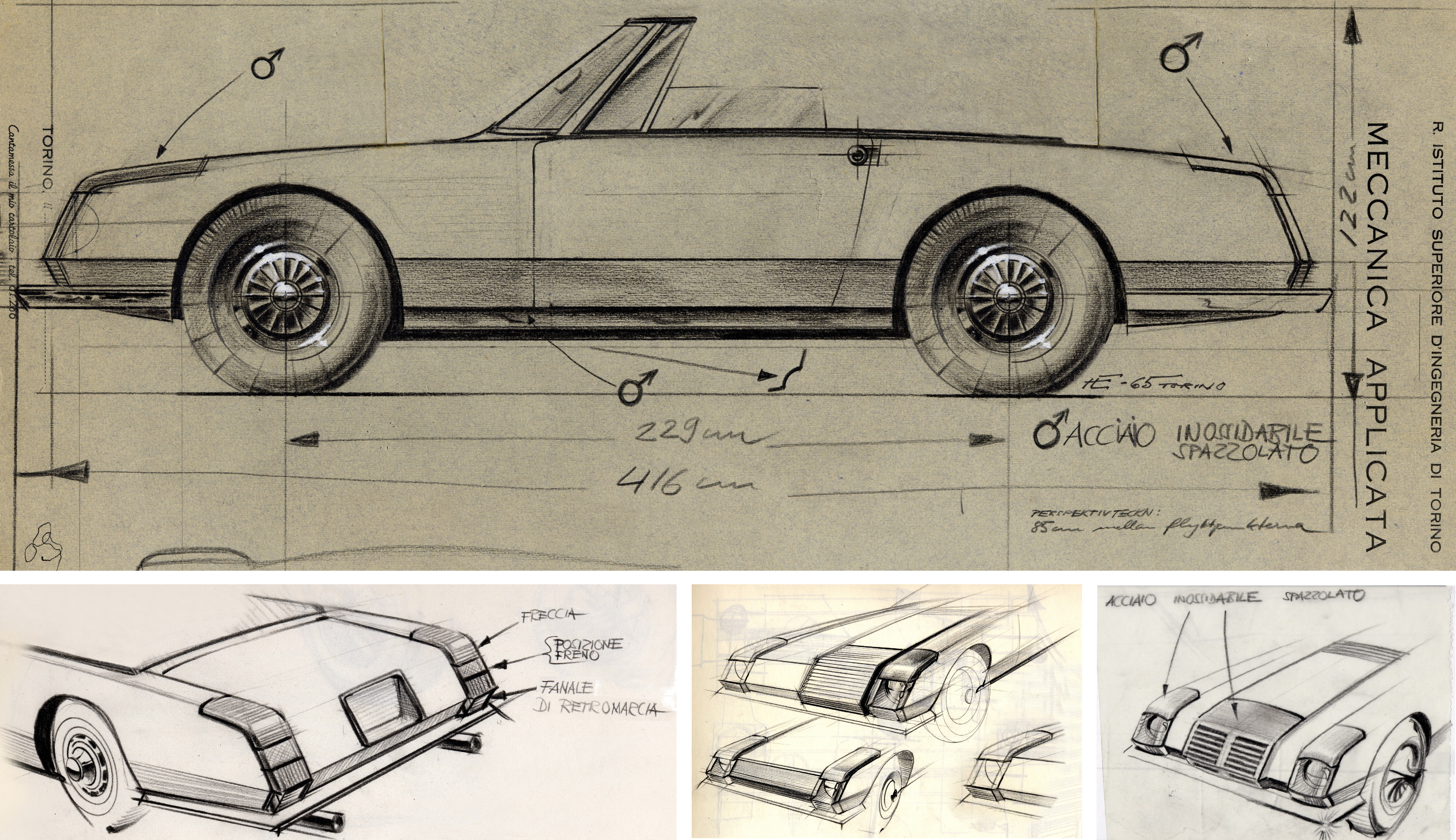
"2,5 Litre Gran Turismo Convertible".

Ehrichs far var den tyske konstnären Otto Ehrich, som 1936 emigrerade till Finland, där sonen Hans föddes 1942 på Brändö vid Helsingfors. Hans mor var svenskan Liten-Karin Sundberg och i samband med Finska fortsättningskriget flydde familjen 1944 till Sverige. Ehrich är uppvuxen och utbildad i Finland, Sverige, Tyskland, Schweiz, Spanien och Italien. Sin tyska studentexamen (Abitur) tog han vid Scuola Germanica di Roma. I tidiga skisser från tonåren visade Ehrich att han redan då var en skicklig tecknare. En interiörskiss av en öppen bil med ergonomisk utformade stolar, nackstöd och separata sittplatser bak skapade han som 16-åring.
Från 1962 till 1967 studerade han vid avdelningen för metall med inriktning på hantverk och silversmide vid Konstfackskolan i Stockholm. Sina studier varvade han med resor till italienska biltillverkare i Milano och Turin där han sammanträffade med bland andra Giorgetto Giugiaro, som ville anställa honom i det nystartade företaget Italdesign. Studiebesöket i Turin resulterade i en lång rad bilstudier, bland dem en två-dörrars sportkupé och en "2,5 Litre Gran Turismo Convertible".
Ehrichs bilintresse återspeglade sig även i ett uppmärksammad examensarbete vid Konstfack 1967. Tillsammans med Roland Lindhé presenterade han en tresitsig elbil för stadsbruk kallad ”Optima”. Konceptbilens självbärande kaross var tänkt att tillverkas av plast och hade bland annat pump- och punkteringsfria däck, säkerhetsbälten och en mjuk utformad stötdämpande inredning. Ehrichs och Lindhés bil fanns bara som modell men nyheten spreds av TT över världen. Till och med från USA hörde människor av sig och ville köpa bilen. ”Optima” belönades med första pris i Fords designtävling som utdelades i München 1967.
Året därpå formgav den framtida partnern Tom Ahlström ett komplett möblemang i plast som sitt examensarbete. Samma år bestämde sig Ahlström och Ehrich att starta det gemensamma designföretaget A&E Design.

## Verk

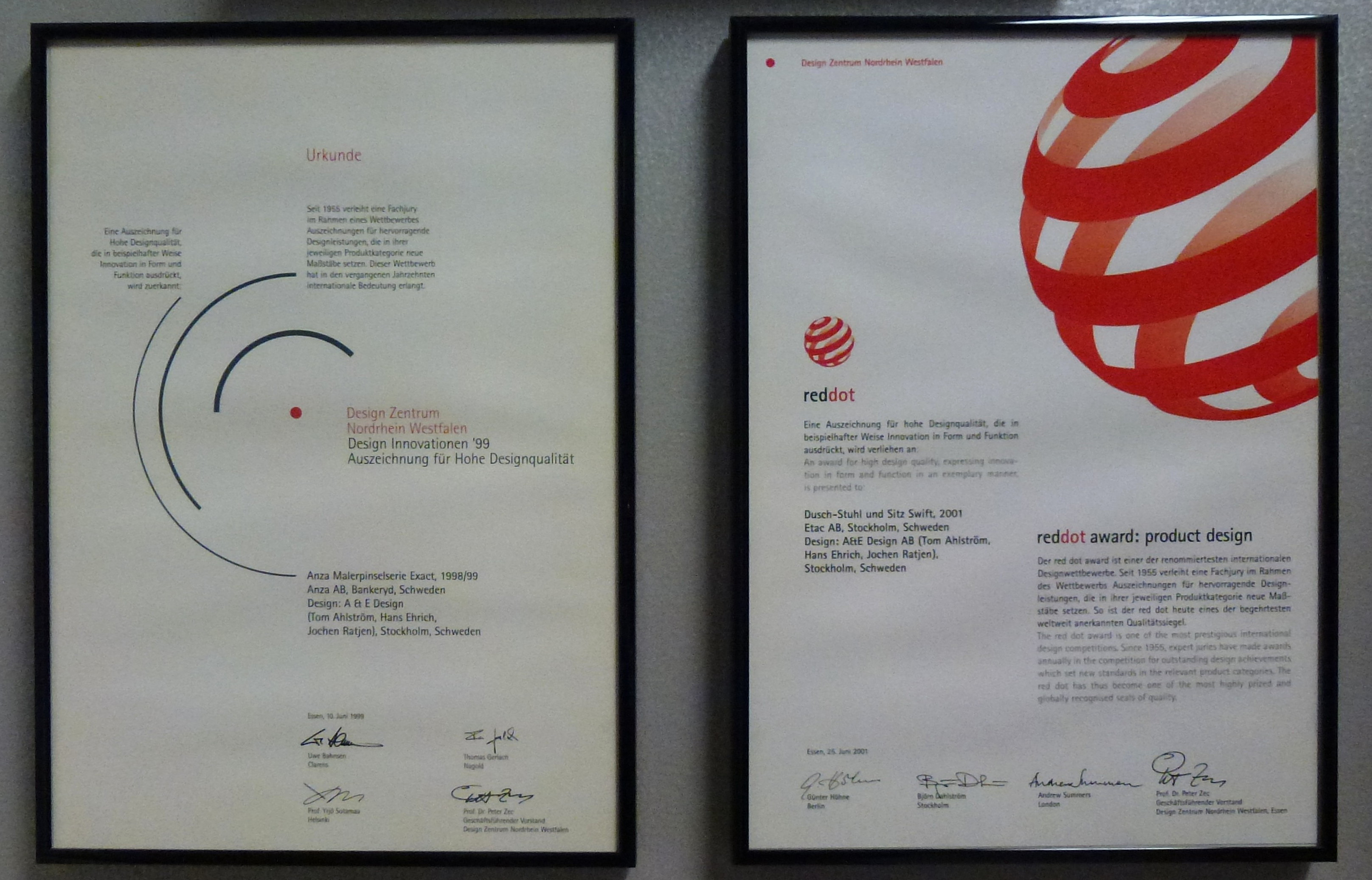
Red Dot Award år 1999 och år 2001.

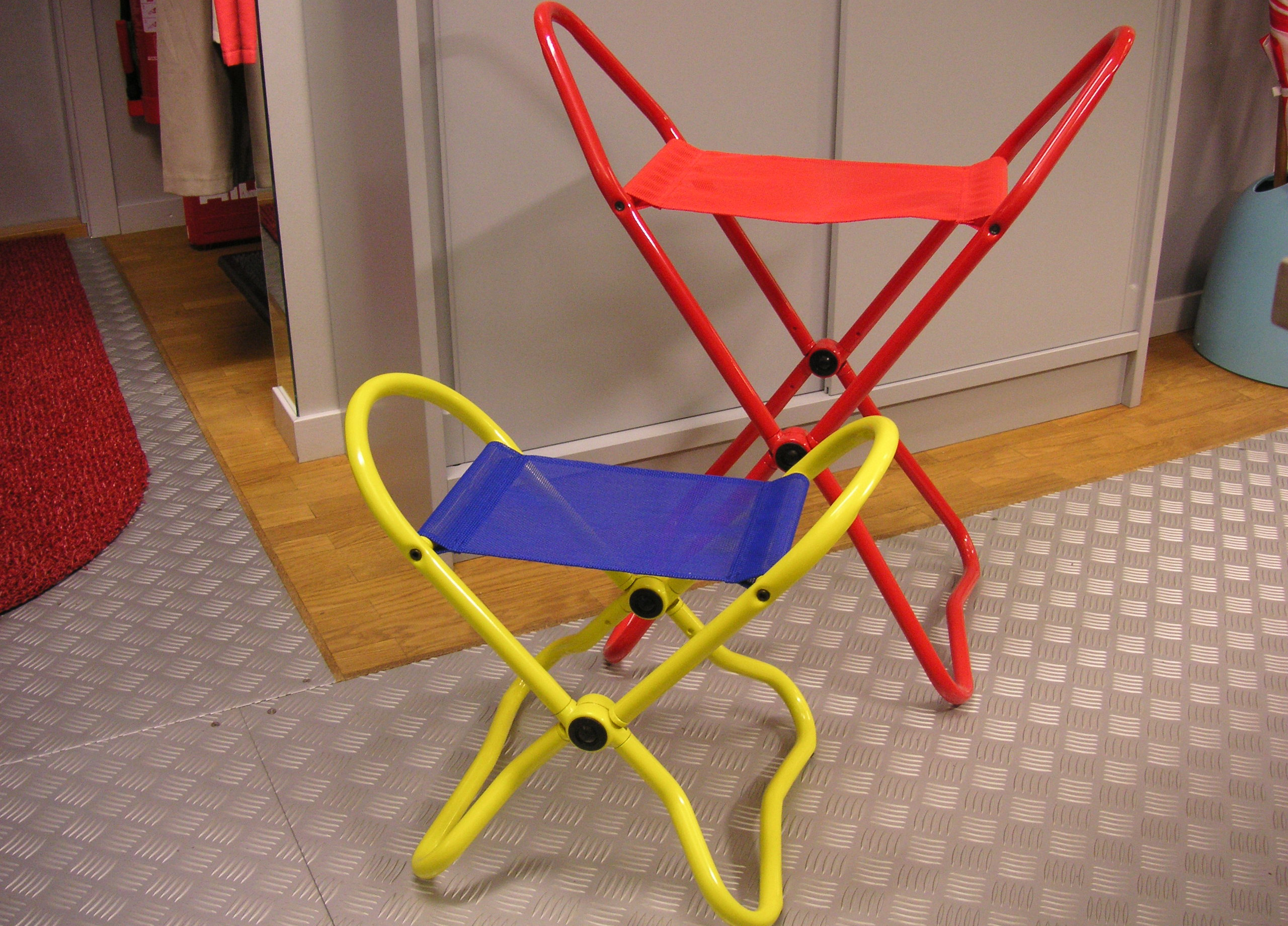
Museipallen "Stockholm II" (röd) och barnpallen "Snupi", formgivna av Ehrich.

Första uppdraget för den nystartade firman var att utforma en pensel med ett bekvämt handtag i polypropylen. Kunden blev nöjd och penseln en storsäljare. Det var inledningen till gestaltningen av en lång rad produkter tillverkade av olika sorters plastmaterial och i olika plasttekniker.
A&E Design blev snart internationellt känt och prisbelönat för sin formgivning av ett flertal produkter som diskborsten för norska Jordan, badbrädan ”Fresh”, dusch- och toalettstolen ”Clean” och museipallen ”Stockholm II”. Pallen fanns år 2017 på över 1 600 museer runtom i världen, inte som utställningsföremål utan för att trötta museibesökare kan vila sina ben eller lyssna på föredragningar och även använda den som stå- och promenadstöd. 
Mycket känd blev även företagets könummerautomat M80 och nummertablå från 1974 för ”Turn-O-Matic”, som fick ordning i väntköer på bland annat Apoteket och Systembolaget. När år 2005 utlystes till "Designår" hedrades den svenska designverksamhet av posten genom sex frimärken, där den framgångsrika och välkända kölappsautomaten ”Turn-O-Matic” var ett av motiven.
Fram till år 2002 hade A&E Design belönats med bland annat "Utmärkt Svensk Form" (14 gånger) och "Red Dot Award" (5 gånger därav 3 gånger med tillägget "The Best of the Best"). De internationella framgångarna har medfört att Hans Ehrich sedan år 2002 sitter i juryn för Red Dot Award.
Diskborsten och könummerautomaten finns på Nationalmuseum, avdelning Den Moderna formen 1900-2000 och pallen Stockholm II ingår i designsamlingarna på bland annat Museum of Modern Art i New York och Pinakothek der Moderne i München han finns även representerad vid Röhsska museet, Postmuseum, Nordiska museet och Nasjonalmuseet.

## Stiftelsen för Industridesign
År 2022 instiftade Hans Ehrich ”Stiftelsen för Industridesign” som har till uppgift att belöna en ung, lovande student i industridesign med ett diplom och ett stipendium. Fyra professorer, verksamma vid fyra framstående lärosäten med designutbildning på högskolenivå, kommer att nominera var sin kandidat. En jury skall sedan utse vinnaren för The Hans Ehrich Design Award for Excellent Young Industrial Design. Prisutdelningen sker årligen i Vitemölla och prissumman år 2022 är på 85 000 kronor.

## Referenser

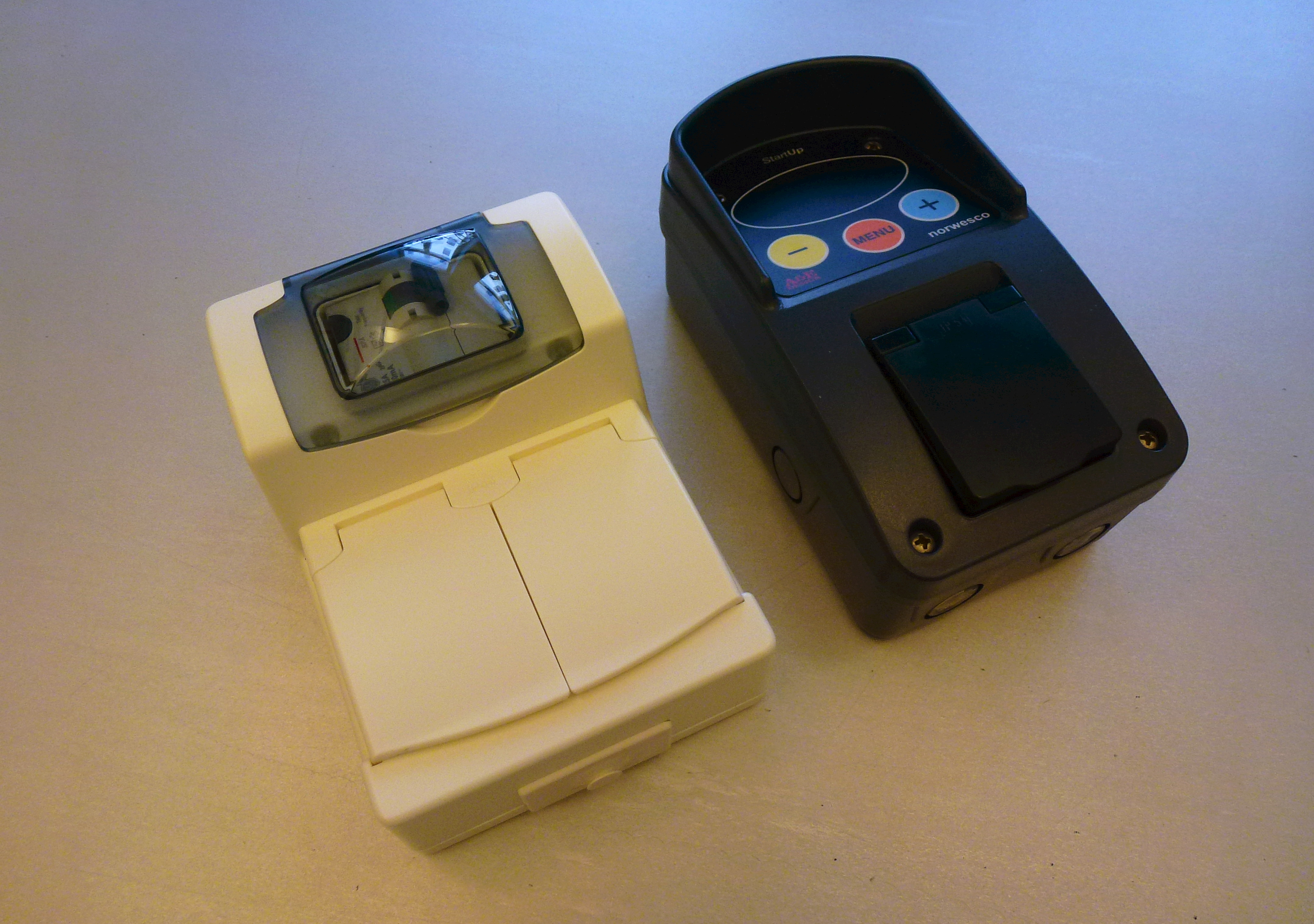
Ehrichs senaste arbeten för A&E Design: en jordfelsbrytare (2015) och ett tidur (2014).